# Roger Troch
Roger Troch (29 mei 1948 – Dendermonde, 29 juli 2016) was een Vlaams radiopresentator en diskjockey.

## Biografie
Troch presenteerde eind jaren 60 samen met Paul Verbrugghe het radioprogramma Rudi's Club dat op woensdagmiddag werd uitgezonden en zich op jongeren richtte. Hier presenteerden ze beiden als diskjockey een hitparade, onder de namen PeePee (voor Troch) en Anthony, Prince of Darkness (voor Verbrugghe).
Tijdens de jaren 70 presenteerde Troch op Radio 2 de BRT Top 30 en bedacht hierbij onder meer de kangoeroe-jingle om aan te geven dat een nummer zeven plaatsen gestegen was in de hitparade. Hij was er vanaf de eerste uitzending, 2 mei 1970 bij, maar presenteerde de Top 30 slechts acht maanden, voor Paul Verbrugghe de fakkel overnam.
Naast zijn werk voor de radio was Troch ook voice-over bij verschillende televisieprogramma's en reclamespotjes. Hij was ook jarenlang zaakvoerder bij RT Productivity, waar hij gespecialiseerd was in pr-activiteiten en de organisatie van grote acties en evenementen, zoals onder meer Levenslijn.
Hij overleed aan kanker op 68-jarige leeftijd.

## Bron
- Mark Coenegracht, Hoe is wie in Vlaanderen?, Uitgeverij Hadewijch-Baarn, 1994, blz. 110.